# 形成権
形成権（けいせいけん）とは、単独の意思表示のみによって法律効果を生じさせることのできる権利である。
法文に形成権という概念が示されているわけではないが、講学上、私権の分類として用いられる。形成権の行使を目的とする訴訟を形成訴訟という。
具体的には、解除権・予約完結権・取消権・相殺権・建物買取請求権・地代等増減請求権・遺留分減殺請求権などがある。新株予約権（ワラント）、オプション取引の取引対象なども、形成権である。
債権のように明文ではないため、時効期間が問題となるが、判例は債権に準じて10年としている。(最判昭62年10月8日)もっとも、形成権の中には独自の時効・除斥期間が規定されているものもあり（例：取消権）、その場合には規定による。